# Stefan Käll
Karl Stefan Georg Käll, född 20 april 1962 i Katrineholm, död där 13 januari 2023, var en svensk politiker (liberal) och jurist. Han var ordinarie riksdagsledamot 2012–2014, invald för Södermanlands läns valkrets.

## Biografi
Före sin tid i riksdagen var Käll, som själv var neurosedynskadad, bland annat chef och förbundsjurist vid Neurologiskt Handikappades Riksförbund (NHR). Åren 1989–2001 var han anställd vid L'Union des Assurances de Paris med huvudkontor i Paris. Numera heter bolaget AXA. Där var han personförsäkringschef. Han var placerad i Stockholm.[källa behövs]
Han arbetade senare som jurist i eget företag, Källs Juridiska Byrå.

### Riksdagsledamot
Käll kandiderade i riksdagsvalet 2010 och blev ersättare. Han utsågs till ny ordinarie riksdagsledamot från och med 1 oktober 2012 sedan Liselott Hagberg avsagt sig uppdraget och tjänstgjorde som riksdagsledamot till mandatperiodens slut.
I riksdagen var Käll suppleant i konstitutionsutskottet, skatteutskottet, socialförsäkringsutskottet och utbildningsutskottet, och arbetade i första hand med socialförsäkringsfrågor.